# Nevado Salluyo
Nevado Salluyo är ett berg i Bolivia, på gränsen till Peru. Det ligger i den nordvästra delen av landet, 600 km nordväst om huvudstaden Sucre. Toppen på Nevado Salluyo är 5 973 meter över havet, eller 214 meter över den omgivande terrängen. Bredden vid basen är 1,7 km.
Terrängen runt Nevado Salluyo är kuperad västerut, men österut är den bergig. Trakten runt Nevado Salluyo är nära nog obefolkad, med mindre än två invånare per kvadratkilometer..
Trakten runt Nevado Salluyo består i huvudsak av gräsmarker.